# Il vile villaggio
Il vile villaggio (The Vile Village) è il settimo libro della serie Una serie di sfortunati eventi, scritta da Lemony Snicket.

## La trama
Questa volta i fratelli Baudelaire saranno affidati ad un intero villaggio. Infatti Arthur Poe iscrive i ragazzi al progetto "Ci vuole un villaggio per allevare un bambino", che consiste nell'adozione da parte di un intero villaggio di un bambino. I bambini, avendo la possibilità di scegliere un villaggio, scelgono V.F., credendolo essere un luogo connesso al loro mistero. Dopo un disagevole viaggio in autobus e una lunga camminata i ragazzi arrivano alla città, che scoprono piena di corvi nerissimi. Arrivati al municipio fanno la conoscenza del consiglio degli anziani che presenta ai ragazzi il nuovo agente di polizia della città, l'agente Luciana, di cui non vedono il volto coperto dal casco. Inoltre il consiglio li avvisa delle tantissime ed assurde regole della città e li avverte che avrebbero dovuto compiere le faccende di tutto il villaggio. I ragazzi avrebbero vissuto a casa del tuttofare Hector. I ragazzi scoprono subito che Hector è una persona molto piacevole anche se è estremamente terrorizzato dal consiglio degli anziani. Hector li avvisa che V.F. sta per Villaggio dei Fanatici, infatti gli abitanti del villaggio erano fissati con i corvi e gli orfani si rendono così conto che non era quello il V.F. su cui avrebbero dovuto indagare. In più Hector si offre di aiutare i ragazzi a trovare i trigemini Pantano e gli rivela di avere una biblioteca ed un laboratorio segreto. Infatti il consiglio aveva reso proibiti i libri, gli attrezzi e molte altre cose piacevoli. Inoltre Hector vive vicino ad un albero, l'albero Maipiù, dove i corvi vanno a dormire durante la notte, sotto il quale Hector aveva trovato un biglietto con su scritto:
Forzati siamo qui per gli zaffiri

Orsù, soccorrete i vostri amici
I Baudelaire riconoscono subito lo stile di Isadora Pantano e intuiscono che probabilmente i loro amici erano nascosti sull'albero. Passano perciò tutta la notte ad osservare l'albero nella speranza di vedere qualche movimento ma non si accorgono di nulla. La mattina dopo sotto l'albero spoglio trovano un altro biglietto con su scritto:
Non prima dell'alba parlar noi possiamo

Tacerà tutta notte questo becco gramo
I ragazzi non possono fare nulla e vanno a sbrigare le faccende del villaggio insieme ad Hector. Mentre compiono il loro lavoro due anziani li avvisano che il conte Olaf è stato catturato, ma presto si rendono conto che ad essere catturato non era stato Olaf, ma solo un tizio con lo stesso tatuaggio alla caviglia. Quest'uomo dice di chiamarsi Jacques Snicket e di conoscere i genitori dei Baudelaire. I ragazzi tentano disperatamente di far capire al villaggio che quello non era Olaf, ma non possono fare nulla e Jacques viene condannato a morte al rogo. L'esecuzione sarebbe avvenuta l'indomani. I ragazzi tentano di trovare un modo di aiutare il povero Jacques e riescono ad organizzare un piano che comprende la fuga con un'enorme casa mobile volante inventata da Hector. L'indomani trovano un altro biglietto con su scritto:
A voi il modo iniziale parlerà

Nelle prime ore la chiave sarà
Ma i ragazzi continuano a non capire. Arrivati al villaggio li aspetta un'altra sorpresa: Jacques è stato assassinato in cella. Entra in scena a questo punto Olaf, travestito dal detective Dupin, che con false prove accusa i Baudelaire dell'omicidio e li porta in carcere. Hector porta agli orfani di nascosto la poesia che aveva trovato quella mattina e si offre di aiutarli a scappare se fossero riusciti ad evadere. La poesia recitava così:
Attento alle lettere, l'occhio vedrà,

Certo il segreto e gli amici scoprirà.
Klaus, che compie tredici anni quel giorno, riesce a decifrare il testo: unendo tutte le prime lettere dei versi veniva formata la parola fontana c, e capisce così che i Pantano sono nascosti nella fontana del villaggio. Grazie ad uno stratagemma i ragazzi riescono ad evadere e a trovare i Pantano. Il villaggio però si accorge della fuga e tutti iniziano ad inseguire i cinque orfani. I ragazzi arrivano alla casa volante di Hector e i due Pantano riescono a scappare, ma i Baudelaire rimangono a terra. I Pantano lanciano dall'alto un bloc notes contenente tutte le informazioni su V.F. ma Olaf-Dupin lo prende al volo con l'arpione. L'arpione causa però la morte di un corvo e il villaggio se la prende con Dupin. Dupin allora scappa insieme a Luciana, che si rivela essere in realtà Esmé Squalor, la nuova fidanzata di Olaf. Il villaggio si dà allora all'inseguimento di Dupin, accusato della morte del corvo, ma sfortunatamente Olaf riesce a fuggire di nuovo. I Baudelaire, ora accusati di omicidio, si danno anche loro alla fuga dopo aver raccolto i resti del bloc notes di Duncan Pantano. Sunny a questo punto riesce per la prima volta a camminare da sola e i Baudelaire, più soli del solito, si mettono in cammino verso il loro destino.

## Edizioni
- Lemony Snicket, Il vile villaggio, traduzione di Valentina Daniele, Salani, 2003,  p. 256, ISBN 88-8451-280-8.